# Liste der Monuments historiques in Scherwiller
Die Liste der Monuments historiques in Scherwiller führt die Monuments historiques in der französischen Gemeinde Scherwiller auf.

## Liste der Bauwerke
| Bezeichnung                              | Beschreibung                                                                    | Standort                  | Kennzeichnung | Schutzstatus | Datum | Bild           |
| ---------------------------------------- | ------------------------------------------------------------------------------- | ------------------------- | ------------- | ------------ | ----- | -------------- |
| Corps de Garde                           | ehemals Mairie, Schul- und Wachhaus; Fachwerkhaus, bezeichnet 1700              | Rue de la Mairie (Lage)   | PA00084972    | Classé       | 1924  | weitere Bilder |
| Synagoge                                 | 1861/62 nach Plänen von Antoine Ringeisen erbaut                                | Rue du Giessen (Lage)     | PA00084974    | Inscrit      | 1985  | weitere Bilder |
| Rabbinerhaus                             | Massivbau mit Walmdach, zweite Hälfte des 18. Jahrhunderts                      | 8 rue du Giessen (Lage)   | PA00084971    | Inscrit      | 1985  | weitere Bilder |
| Ruinen der Burgen Ortenberg und Ramstein | Ortenberg: Spornburg, 1262–1265; Ramstein: Höhenburg, 1293; beide 1633 zerstört | westlich des Ortes (Lage) | PA00084970    | Classé       | 1924  |                |
| Wohnhaus                                 | Fachwerkhaus auf massivem Sockelgeschoss, bezeichnet 1706                       | 2 rue de la Mairie (Lage) | PA00084973    | Inscrit      | 1932  | weitere Bilder |
| Brücke (1)                               | um 1750 beim Ausbau der Route du Sel errichtet                                  | westlich des Ortes (Lage) | PA00125222    | Inscrit      | 1993  |                |
| Brücke (2)                               | um 1750 beim Ausbau der Route du Sel errichtet                                  | westlich des Ortes (Lage) | PA00125223    | Inscrit      | 1993  |                |
| Brücke (3)                               | um 1750 beim Ausbau der Route du Sel errichtet                                  | westlich des Ortes (Lage) | PA00125224    | Inscrit      | 1993  |                |
| Brücke (4)                               | um 1750 beim Ausbau der Route du Sel errichtet                                  | westlich des Ortes (Lage) | PA00125225    | Inscrit      | 1993  |                |